# صوم يوم وفطر يوم
صوم يوم وفطر يوم من أنواع صوم النفل في الإسلام، وهو صوم شطر الدهر، وثبت في السنة النبوية أنه كان في السابق صوم نبي الله داود عليه السلام، واستحبابه للمتفرع الذي لا يشق عليه الصوم، ولا يفوت بسببه حق شرعي، كما أنه يشرع في غير الأوقات المنهي عن الصوم فيها، ويدل على هذا حديث: «عن عبد الله بن عمرو رضي الله عنهما عن النبي ﷺ قال: صم من الشهر ثلاثة أيام، قال أطيق أكثر من ذلك فما زال حتى قال صم يوما وأفطر يوما فقال اقرء القرآن في كل شهر، قال إني أطيق أكثر فما زال حتى قال في ثلاث».

## أدلته من السنة النبوية
عن أبي سلمة بن عبد الرحمن، عن عبد الله بن عمرو قال، «قال لي رسول الله ﷺ: «لقد أخبرت أنك تقوم الليل وتصوم النهار» قال: قلت: يا رسول الله نعم، قال: «فصم، وافطر وصل ونم، فإن لجسدك عليك حقا، وإن لزوجك عليك حقا، وإن لزورك عليك حقا، وإن بحسبك أن تصوم من كل شهر ثلاثة أيام» قال: فشددت فشدد علي قال: فقلت، يا رسول الله إني أجده قوة قال: «فصم من كل جمعة ثلاثة أيام» قال: فشددت فشدد علي قال فقلت: يا رسول الله إني أجد قوة قال: «صم صوم نبي الله داود، ولا تزد عليه» قلت: يا رسول الله وما كان صيام داود عليه الصلاة والسلام؟ قال: «كان يصوم يوما، ويفطر يوما»».
«عن عبد الله بن عمرو بن العاص قال: قال رسول الله ﷺ: إن أحب الصيام إلى الله صيام داود، وأحب الصلاة إلى الله صلاة داود، كان ينام نصف الليل ويقوم ثلثه وينام سدسه، وكان يصوم يوما ويفطر يوما».